# Оливье, Эмиль
Оливье-Эмиль Оливье (фр. Olivier Émile Ollivier; 2 июля 1825, Марсель — 20 августа 1913, Сен-Жерве-ле-Бен) — французский политик и государственный деятель, с 27 декабря 1869 года по 9 августа 1870 года фактически возглавлял кабинет министров.

## Биография
Эмиль Оливье родился 2 июля 1825 года в семье французского республиканца-радикала, изгнанного после переворота 2 декабря 1851 года.
В 1848 году Оливье был послан временным правительством страны в качестве комиссара республики на юг.
Позднее Эмиль стал префектом департамента Буш-дю-Рон, где выказал неустойчивость, сблизившись с монархистами и клерикалами.
С переходом власти в руки Луи-Наполеона, Оливье вынужден был оставить службу и стал работать адвокатом и журналистом.
В 1857 году Эмиль Оливье был избран депутатом города Парижа в законодательный корпус и до 1863 года принадлежал к «группе пяти», которые составляли тогда единственную оппозицию наполеоновскому режиму.
Однако вскоре Оливье стал искать сближения с правительственными кругами, и в свою очередь наполеоновская политика шла ему навстречу, в особенности расположен к нему был герцог де Морни (единоутробный брат Наполеона III, отец Матильды де Морни, скандальной Мисси, возлюбленной Колетт и Лианы де Пужи). Со смертью Морни на время взяло верх реакционное направление Руэра, и надежды Оливье на «роль Мирабо» (министерский пост в либеральном кабинете) рушились.

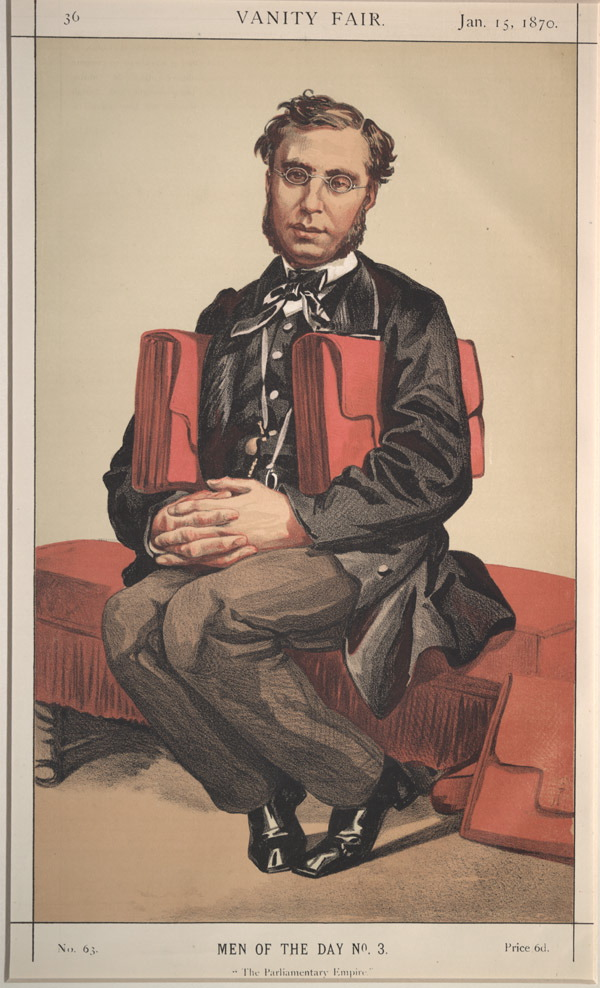
Карикатура на Оливье, написанная после того, как Бюффе и Дарю оставили свои портфели в его кабинете министров.

На выборах в мае 1869 года Эмиль выступил во французской столице по виду оппозиционным, а в действительности правительственным кандидатом, но был забаллотирован и попал в палату лишь благодаря избранию в одном из южных департаментов. Он ясно высказал теперь свою программу «спасти империю» уступками либерализму.
Согласившись на целый ряд реформ (предоставление законодательному корпусу законодательной инициативы, права интерпелляции и др.), французский император предложил Эмилю Оливье сформировать и возглавить кабинет министров. В состав министерства, образованного 2 января 1870 года, вошли с одной стороны монархисты, готовые примириться с «либеральной империей» (Бюффе, Дарю), с другой — бонапартисты, допускавшие некоторое возвращение к парламентаризму. Сам Оливье взял себе портфель министра юстиции, но фактически стоял во главе кабинета.
Председателем комиссии, составленной для разработки вопроса об административной децентрализации, был назначен престарелый экс-премьер Одилон Барро. Единодушие в среде министерства продолжалось недолго: когда зашла речь о закреплении реформ путём плебисцита, Луи Бюффе и граф Дарю сложили с себя свои должности, так как при вопросе о плебисците они признавали за императором право обращения к народу лишь по чисто династическим вопросам. Портфель министра иностранных дел перешел в руки Граммона. В результате плебисцита 8 мая 1870 года большинство голосов (82,68 %) оказалось на стороне правительства, но усиление оппозиции возбудило в приверженцах империи мысль о необходимости обновить её престиж путём побед над внешними врагами. Военный министр Эдмон Лебёф удостоверил, что Франция готова к войне; не менее самоуверенный Оливье летом 1870 года «с легким сердцем», как он выразился, бросил вызов Пруссии по поводу кандидатуры Гогенцоллерна на испанский престол.
После первых болезненных поражений французской армии на фронтах франко-прусской войны кабинет Оливье, совершенно не способный справиться с затруднениями, был свергнут. После революции 4 сентября 1870 года Эмиль Оливье бежал в Италию и вернулся лишь в 1874 году, но его политическая карьера закончилась навсегда.
Умер 20 августа 1913 года.
Автор многочисленных юридических и литературных статей, Оливье в последние годы жизни пишет апологию своей деятельности и либеральной эры второй империи. В «Revue des Deux Mondes» 1895 и 1896 годах напечатано несколько интересных статей Эмиля Оливье о Луи-Наполеоне как президенте республики.

## Состав правительства Эмиля Оливье
- Глава кабинета, министр юстиции и культуры — Эмиль Оливье;
- Министр внутренних дел — Эжен Шевандье де Вальдром (фр.);
- Министр иностранных дел — Наполеон Дарю, Аженор де Грамон;
- Министр сельского хозяйства и торговли — Шарль Луве (фр.);
- Министр общественных работ — маркиз де Талу (фр.), Игнац Плишон (фр.);
- Министр финансов — Луи Бюффе;
- Министр изящных искусств — Алексис Сегри, Морис Ришар (фр.);
- Министр императорских имуществ — маршал Жан Батист Вайян;
- Военный министр — маршал Эдмон Лебёф, Пьер Шарль Дежан (фр.);
- Морской министр и по делам колоний — адмирал Шарль Риго де Женульи;
- Министр народного просвещения — Алекси Сегрис (фр.);
- Министр – Президент Государственного совета — Феликс Парьё[6].

## Семья
Супруга — Бландина, дочь графини Марии Катерины Софии Агу и композитора Ференца Листа